# Rhona Bennett
Rhona Lynn Bennett, född 10 maj 1976 i Chicago, Illinois, är en amerikansk sångare, skådespelare, fotomodell och författare. Efter att ha blivit upptäckt av en lokal filmagent fick Rhona Bennett sin första roll i ABC:s Brewster's Place (1990). Åren 1991–1995 medverkade hon i Disney Channels The Mickey Mouse Club och fortsatte sin karriär med roller i Homeboys in Outer Space och The Jamie Foxx Show. 1999 erbjöds hon ett skivkontrakt av Rodney "Darkchild" Jerkins och släppte sitt debutalbum Rhona (2001) via Epic Records. 2003 blev hon bandmedlem i R&B-gruppen En Vogue. 

## Liv och karriär

### Tidiga år (1976–1989)
Rhona Bennett föddes den 10 maj 1978 i Chicago, Illinois. Hon har en syster, Roz, och är det yngsta barnet till föräldrarna Sandra och Joe Bennett. Rhona gjorde karriär i skådespelarbranschen vid ung ålder, hjälpt av sin bakgrund vid ETA Theater, en av Chicagos största afroamerikanska teaterinstitutioner. Där sjöng hon som bakgrundssångare till pjäsen Young John Henry. Sandra coachade sin dotter och hon fick huvudrollen i en annan pjäs. Framträdandet hyllades och Bennett upptäcktes senare av en filmagent som erbjöd henne jobb som berättarröst till olika reklamer och kortfilmer. Det första större rollen kom med sin medverkan i Oprah Winfreys kortlivade TV-serie Brewster's Place som sändes i elva avsnitt under 1990.

### The Micky Mouse Cluboch debutalbum (1990–2002)
År 1991 blev Bennett en av medlemmarna i omarbetningen av den populära amerikanska musikal TV-serien The Mickey Mouse Club, vars originalvisning började 1959. I den nya versionen, The All-New Mickey Mouse Club som sändes av ABC, spelade hon tillsammans med blivande superstjärnor som Britney Spears, Christina Augilera och Justin Timberlake. För sitt deltagande i seren mellan åren 1991 och 1995 mottog Bennett en Young Artist Award-nominering med utmärkelsen "Outstanding Young Ensemble Cast in a Youth Series or Variety Show". 1995, efter sitt deltagande i Mickey Mouse Club, flyttade Bennett från Orlando, Florida, till Hollywood. Där fortsatte hon sin skådespelarkarriär och hade en rad småroller i olika TV-produktioner. Sitt första jobb som återkommande skådespelare var i den Star Trek-inspirerade science fiction komediserien Homeboys in Outer Space. Rhona spelade Loquatia, en superdator ombord på astronauternas Tyberius "Ty" Walker och Morris Clays rymdskepp. Serien, som bemöttes med främst negativ kritik från media och hade aldrig några höga tittarsiffror, ställdes in av UPN efter endast en säsong.
1999 hade Bennett en roll i den romantiska komedifilmen No Vacancy. Hon sågs även i den populära TV-serien The Jamie Foxx Show där hon gestaltade den återkommande rollen som Nicole Evans. Samma år skrev Bennett på för musikproducenten Rodney "Darkchild" Jerkins nygrundade Darkchild Records. I en intervju berättade sångaren en tid senare: "Vid tidpunkten var han 'den' som alla ville få jobba med. Michael Jackson skrev på för att kunna producera sitt album Invincible, Whitney Houston och Destinys Child jobbade med honom så jag kände mig verkligt hedrad över en sån möjlighet." Bennett blev den första kvinnan att få ett skivkontrakt av Jerkins och erhöll därför titeln First Lady of Darkchild. Mot slutet av året började sångaren att jobba på sin image och debutskivan med producenter som LaShawn Daniels, Fred och Rodney Jerkins. Jerkins beräknade att skivan, med rätt marknadsföring, skulle kunna säljas i över 10 miljoner exemplar internationellt. Rhona släpptes den 6 juni 2001 via Darkchild och Epic Records. Medan kritiker hyllade Bennett och menade att hon var en blandning av Whitney Houstons röst och Tyra Banks utseende, misslyckades dessvärre skivan att nå några kommersiella framgångar. Dansremixen av albumets huvudsingel, upptempo-spåret "Satisfied", klättrade till fjärdeplatsen på USA:s danslista och tog sig in på nationella topplistor i Schweiz och Nya Zeeland.

### En Vogue och senare projekt (2003–)

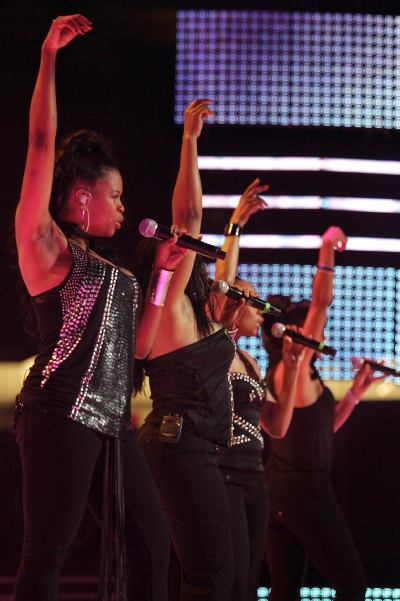
Bennett blev gruppmedlem i En Vogue år 2003.

Under 2003 började Bennett att skriva nya låtar. Hon skickade några av dessa till den amerikanska R&B-gruppen En Vogue. Efter att gruppens medlemmar hört låtarna bad de henne att förena sig med dem då de sökte efter en ersättare till Amanda Cole. Efter att En Vogues skapare, Denzel Foster, också lyssnat på Bennetts produktion bad han henne att omedelbart träffa honom varpå Bennett valdes ut som gruppens nya medlem. En Vogue, nu bestående av Bennett, Terry Ellis och Cindy Herron, började spela in låtar till gruppens femte studioalbum år 2003. Soul Flower släpptes följande år via skivbolaget 33rd Street Records. Liksom bandets föregångare, Masterpiece Theatre (2000), märkte skivan en nedgång i gruppens popularitet och tog sig aldrig in på amerikanska albumlisan Billboard 200. Soul Flower klättrade som högst till plats 47 på Billboards förgreningslista Top R&B/Hip-Hop Albums. Albumets huvudsingel, "Losin' My Mind", misslyckades att ta sig in på några musiklistor och skivans andra och sista singel, "Ooh Boy", klättrade till plats 101 på USA:s R&B-lista. Efter att gruppen marknadsfört sitt nya album och gått på världsturné återförenade sig originalmedlemmarna Maxine Jones och Dawn Robinson. Bennett hoppade tillfälligt av och skådespelade i TV-serien Second Time Around. När Robinson återigen lämnade En Vogue blev Bennett den fjärde medlemmen. Tillsammans spelade de in låten "Glamorous" med den belgiska sångerskan Natalia. Singeln blev en stor framgång i Belgien där den klättrade till en andraplatsen på landets singellista och certifierades dubbelplatina. 
2008 lämnade Bennett gruppen igen för att påbörja sitt arbete på ett nytt soloalbum. Hon släppte två marknadsföringssinglar; balladen "Letting You Go" och hiphop-influerade "Range". Hon meddelade därefter att albumet The Anticipation of R&B planerades för utgivning under första kvartalet av 2010. Under 2010 lanserade hon sin egen videoblogg, "Ask Rho", där Bennett besvarade olika frågor om relationsproblem, kost och hälsa. I en presentation sa Bennett: "Jag är en underhållare med passion för att hjälpa och delge information, speciellt med att hjälpa folk leva ett så bra liv som möjligt." förklarade sångerskan Utgivningsdatumet för skivan sköts fram flera gångar och är, fram till 2011, okänt.

## Diskografi
- Rhona (2001)

## Filmografi

### Filmer
| Titel                    | År   | Roll             | Regissör(er)                      | Budget          | Intäkter        | Ref           |
| Titel                    | År   | Roll             | Regissör(er)                      | USD$ (miljoner) | USD$ (miljoner) | Ref           |
| ------------------------ | ---- | ---------------- | --------------------------------- | --------------- | --------------- | ------------- |
| Divas                    | 1995 | Servitris        | Thomas Carter                     | Okänt           | Okänt           | [ 18 ]        |
| No Vacancy               | 1999 | Penelope         | Marius Balchunas                  | Okänt           | Okänt           | [ 19 ]        |
| Malibu's Most Wanted     | 2003 | Syster 2 (cameo) | John Whitesell                    | 15              | 34.6            | [ 20 ] [ 21 ] |
| Le jour du père          | 2014 | Jessica          | Joseph Cannon och Anthony C. Hall | Okänt           | Okänt           | [ 22 ]        |
| Love the One You're With | 2014 | Okänt            | Patricia Cuffie-Jones             | Okänt           | Okänt           | [ 23 ]        |

### TV-serier
| Titel                   | År        | Roll                      | Skapare                                           | Avsnitt                                              | Ref    |
| ----------------------- | --------- | ------------------------- | ------------------------------------------------- | ---------------------------------------------------- | ------ |
| Brewster Place          | 1990      | Ernestine Dillard Johnson | Reuben Cannon                                     | "Say It Loud" (säsong 1, avsnitt 10)                 | [ 24 ] |
| The Mickey Mouse Club   | 1991–1995 | Som sig själv             | Joseph Carolei, Jimmy Huckaby, David Seeger m.fl. | Säsong 4–7 (okänt antal avsnitt)                     | [ 25 ] |
| In Living Color         | 1993      | En Vogue-medlem           | Keenen Ivory Wayans                               | "Stacy Koon's Police Academy" (säsong 4, avsnitt 22) | [ 26 ] |
| Emerald Cove            | 1993–1994 | Nichole 'Niki' Williams   | Troy Miller och Dennis Steinmetz                  | Okänt antal avsnitt                                  | [ 27 ] |
| Martin                  | 1995      | Kvinna 2 (cameo)          | Gerren Keith                                      | "Ring a Ding, Ding, Ding Gone" (säsong 4, avsnitt 4) | [ 28 ] |
| Living Single           | 1996      | Jordan                    | Kim Fields                                        | "Glass Ceiling" (säsong 3, avsnitt 23)               | [ 29 ] |
| Homeboys in Outer Space | 1996–1997 | Loquatia                  | Ehrich Van Lowe                                   | Säsong 1 (21 avsnitt)                                | [ 30 ] |
| The Jamie Foxx Show     | 1999–2000 | Nicole Evans              | Bentley Kyle Evans och Jamie Foxx                 | Säsong 4 (12 avsnitt)                                | [ 25 ] |
| Second Time Around      | 2005      | Martine                   | Michelle Listenbee Brown och Ralph Farquhar       | "The Dinner Party" (säsong 1, avsnitt 13)            | [ 31 ] |